# Nahwa
Nahwa là một ngôi làng của Tiểu vương quốc Sharjah tại Các Tiểu vương quốc Ả Rập Thống nhất. Đây là một lãnh thổ tách rời nằm trong lãnh thổ Madha của Oman, và bản thân Madha lại là một lãnh thổ tách rời của Oman nằm trong UAE.
Để đến được làng Nahwa, đi theo tuyến đường cực bắc đến phần lãnh thổ Madha ở phía nam của Khor Fakkan và sau đó nhìn thấy tấm biển New Madha. Từ New Madha có một tuyến đường trải nhựa nhưng quanh co (khoảng 5 km) là đến Nahwa.
Bên trong Nahwa có một đồn cảnh sát tiểu vương quốc cách khoảng 80 m sau điểm đánh dấu ranh giới. Bản thân ngôi làng thì nằm sâu hơn, và ở cùng bên đường với đồn cảnh sát. Có khoảng 40 tòa nhà và một phòng khám riêng trong làng. Phần này của làng được gọi là New Nahwa, và có một số ngôi làng nằm xã hơn được gọi là Old Nahwa.
Tuy ít được biết đến, song Nahwa không phải là vùng đất bị tách rời duy nhất nằm bên trong một vùng đất bị tách rời khác; một số vùng đất tách rời của Baarle-Nassau thuộc Hà Lan nằm trong vùng đất tách rời Baarle-Hertog của Bỉ và một số một số vùng đất tách rời trên biên giới Ấn Độ-Bangladesh ở khu vực Cooch-Behar nằm trong một lãnh thổ tách rời của nước kia.